# Acacia pellita
Acacia pellita là một loài thực vật có hoa trong họ Đậu. Loài này được O.Schwarz miêu tả khoa học đầu tiên.